# クモワカ
クモワカは、日本の競走馬・繁殖牝馬。繁殖名は丘高。馬伝染性貧血と診断されたが殺処分命令から逃れて繁殖牝馬となり、そのファミリーラインからワカクモ、テンポイント、キングスポイント、ダイアナソロン、フジヤマケンザン、ワカオライデン、ワカテンザンなどを輩出したことで知られる。
- 馬齢は旧表記に統一する。

## 経歴
1950年10月に競走馬としてデビュー。11勝を挙げ、重賞を優勝することはなかったものの桜花賞で2着、菊花賞で4着になるなど活躍した。

### クモワカ伝貧事件
クモワカは1952年の夏に体調を崩し発熱した。クモワカを診察した京都競馬場の獣医師は馬伝染性貧血（伝貧）と診断し、それを受けて京都府知事の蜷川虎三は家畜伝染病予防法第17条により同年12月に同月末までに殺処分を行う旨の通告を出した。しかし伝貧に感染しているという決定的な証拠は現れず、さらに隔離用の厩舎にいたクモワカの健康状態は日を追うごとに回復を見せていたことから厩舎関係者は感染していないのではないかと疑うようになった。馬主の山本谷五郎はクモワカを試験治療用の学術研究馬にしてほしいと京都府に要望し、その結果殺処分は延期され引き続き隔離厩舎に置かれることとなった。
1955年9月、クモワカ陣営は京都府から隔離厩舎改築のため同馬を移動させるよう要請され、北海道早来町の吉田牧場へ移送した。通常競走馬の移送には移動証明書が必要であるにもかかわらずクモワカは証明書なしに移送されたことから行政の目を盗んで密かに移送されたともいわれたが、山本によると実際には京都府がクモワカは競走馬ではなく一般の馬であるから獣医師の証明書のみで移送可能と解釈上の便宜を図ったことで移送が実現した。吉田牧場はクモワカを繁殖牝馬として使役することにし、1956年春から種牡馬との交配を開始。同時に同年8月には丘高という繁殖名で軽種馬登録協会に登録申請を出し、5か月後の1957年1月に申請が受理された。しかし1958年に協会は丘高がクモワカであることを察知し、殺処分の通告が出されている馬の登録はできないと登録の取り消しを通告した。山本はこの処分に反発し、知事による殺処分通告を取り消すよう京都府に働きかけ、1959年3月に蜷川は「再検査の結果陰性と認められた」として取り消し通知を出した。
山本は取り消し通知が出たことを根拠に協会に対し再登録を申請したが、協会は「現在は陰性でも1952年夏の時点では陽性だった可能性があり、再発の可能性もある」として申請を拒否した。これを受けて山本はクモワカと1957年に生まれた産駒「天佑」の登録を請求する民事訴訟を起こした。東京地方裁判所で行われた一審は山本の敗訴に終わったが二審の審理中の1963年に複数の馬主および競走馬生産者が協会に対しクモワカとその産駒の登録を拒否するのは不都合であるとする内容の臨時総会請求趣意書を提出したことで協会は態度を軟化させ、7月に「クモワカの健康診断を行い陰性であると診断された場合には登録を認める」と議決した。診断の結果クモワカは陰性とされ、9月にクモワカとすでに生まれていた産駒の登録が認められた。それに伴い民事訴訟は係争事由が無くなり、終結した。
この一連の騒動・紛争は「クモワカ伝貧事件」といわれる。寺山修司は自身の競馬随筆において「競馬界の岩窟王事件」と表現している。
事件の終結を受け、すでに生まれていた産駒のうち3頭は競走馬としてデビューした。1963年の時点で7歳と高齢だった天佑（競走馬名ツキサクラ）こそ未勝利に終わったものの、ワカクモは桜花賞を優勝するなど11勝を挙げ、ヤマサクラは7勝を挙げた。また事件終結後に生まれたオカクモは4勝、タチクモオーは13勝を挙げた。

## 繁殖成績（産駒一覧）
- 1957年生 ツキサクラ（天祐）（牡）（父：ヒロサクラ） 未勝利
- 1958年生 博祐（牝）（父：ヒロサクラ） 未出走
- 1959年生 正祐（牡）（父：カバーラップ二世）未出走
- 1960年生 ヤマサクラ（安祐）（牡）（父：カバーラップ二世）7勝
- 1963年生 ワカクモ（玲祐）（牝）（父：カバーラップ二世） 11勝、桜花賞優勝
- 1964年生 ホシクモ（三祐）（牝）（父：カバーラップ二世）
- 1965年生 オカクモ（鳥祐）（牝）（父：ライジングフレーム） 4勝
- 1967年生 サチワカ（幸若）（牡）（父：カバーラツプ二世）
- 1968年生 タチクモオー（月若）（牡）（父：カバーラツプ二世）13勝、日本海賞優勝
- 1969年生 ワカオカ（若高）（牝）（父：カバーラツプ二世）

## クモワカの主要なファミリーライン
※「f」は「filly（牝馬）」の略、「c」は「colt（牡馬）」の略。
クモワカ 1948 f
｜ワカクモ 1963 f（11勝、桜花賞優勝）
｜｜オキワカ 1972 f
｜｜｜ワカテンザン 1979 c（きさらぎ賞優勝、皐月賞2着、東京優駿2着）
｜｜｜ワカオライデン 1981 c（朝日チャレンジカップ、白山大賞典、東海菊花賞、名古屋大賞典優勝）
｜｜｜ワカスズラン 1982 f
｜｜｜｜フジヤマケンザン 1988 c（香港国際カップ、中山記念、金鯱賞、中日新聞杯優勝）
｜｜｜｜スーパーオペラ 1996 f
｜｜｜｜｜ワカクモティタン 2007 f
｜｜｜サチワカ 1984 f
｜｜｜｜ジンライ 1991 c （MRO金賞優勝）
｜｜｜ワカポイント 1986 c （東海大賞典優勝）
｜｜｜オキリンドウ 1988 f
｜｜｜｜マルゼンシャトル 1993 f
｜｜｜｜｜ファヴォリート 1999 c （新潟ジュニアカップ優勝）
｜｜｜ワカオーカン 1991 f
｜｜　｜ワカサイティング 2002 f
｜｜テンポイント 1973 c （天皇賞（春）、有馬記念など重賞8勝）
｜｜キングスポイント 1977 c （中山大障害（春）、中山大障害（秋）、阪神障害ステークス（秋）優勝、阪神障害ステークス（春）2勝）
｜｜イチワカ 1978 f
｜｜｜ダスシェーネ 1985 f
｜｜｜｜ホリワカ 1993 f
｜｜｜｜｜ハルワカ 2003 f
｜｜｜｜｜｜ハルサンサン 2008　f （TCK女王盃優勝）
｜｜｜｜｜｜｜スマイルマンボ 2022 c （ハイセイコー記念優勝）
｜｜｜キオイドリーム 1986 f
｜｜｜｜オペラドリーム 1997 f
｜｜｜｜クリスタルフローラ 1998 f
｜｜｜｜｜クリスタルワールド 2005 f
｜｜｜ワカプラチナ 1991 f
｜｜｜｜ダイコープラチナ 1997 f
｜｜｜｜ワカシラユキ 2000 f（アイルランドへ輸出）
｜｜｜｜ダイコートピア 2001 f
｜｜｜ワカクモライン 1993 f
｜｜　｜テイエムテンテン 1999 f
｜｜　｜カチョウフウゲツ 2002 f
｜｜　｜リーゾラビアンコ 2006 f
｜オカクモ 1965 f
　｜ベゴニヤ 1972 f
　｜｜ダイアナソロン 1981 f（桜花賞、サファイヤステークス優勝）
　｜　｜デーエスソロン 1989 f
　｜　｜｜チェリージョオー 1996 f
　｜　｜｜チェリーフラワー 1997 f
　｜　｜クエストフォベスト 1990 c
　｜　｜チェリーテースト 1991 f
　｜　｜ダイアナチェリー 1993 f
　｜カミノポイント 1978 f
　　｜カミノスルスミ 1993 f
　　｜ターフオーシャン 1994 f
　　｜グラシアスシチー 1996 f
クモワカが殺処分になりかけたことから、その子孫は「亡霊の子」、「亡霊の孫」などと呼ばれた。

## 血統

### 血統表
| クモワカの血統（ザテトラーク系（ヘロド系） / Ayrshire 父内5x5=6.25%） | クモワカの血統（ザテトラーク系（ヘロド系） / Ayrshire 父内5x5=6.25%） | クモワカの血統（ザテトラーク系（ヘロド系） / Ayrshire 父内5x5=6.25%） | （血統表の出典） | （血統表の出典） |
| 父 *セフト Theft 1932 鹿毛 イギリス                                   | 父の父Tetratema 1917 芦毛 イギリス                                    | The Tetrarch                                                          | Roi Herode       | Roi Herode       |
| 父 *セフト Theft 1932 鹿毛 イギリス                                   | 父の父Tetratema 1917 芦毛 イギリス                                    | The Tetrarch                                                          | Vahren           |                  |
| 父 *セフト Theft 1932 鹿毛 イギリス                                   | 父の父Tetratema 1917 芦毛 イギリス                                    | Scotch Gift                                                           | Symington        | Symington        |
| 父 *セフト Theft 1932 鹿毛 イギリス                                   | 父の父Tetratema 1917 芦毛 イギリス                                    | Scotch Gift                                                           | Maund            |                  |
| 父 *セフト Theft 1932 鹿毛 イギリス                                   | 父の母Voleuse 1920 鹿毛 イギリス                                      | Volta                                                                 | Valence          | Valence          |
| 父 *セフト Theft 1932 鹿毛 イギリス                                   | 父の母Voleuse 1920 鹿毛 イギリス                                      | Volta                                                                 | Agnes Velasques  |                  |
| 父 *セフト Theft 1932 鹿毛 イギリス                                   | 父の母Voleuse 1920 鹿毛 イギリス                                      | Sun Worship                                                           | Sundridge        | Sundridge        |
| 父 *セフト Theft 1932 鹿毛 イギリス                                   | 父の母Voleuse 1920 鹿毛 イギリス                                      | Sun Worship                                                           | Doctorine        |                  |
| 母 月丘 1932 鹿毛 日本                                                | 母の父Sir Gallahad 1920 鹿毛 フランス                                 | Teddy                                                                 | Ajax             | Ajax             |
| 母 月丘 1932 鹿毛 日本                                                | 母の父Sir Gallahad 1920 鹿毛 フランス                                 | Teddy                                                                 | Rondeau          |                  |
| 母 月丘 1932 鹿毛 日本                                                | 母の父Sir Gallahad 1920 鹿毛 フランス                                 | Plucky Liege                                                          | Spearmint        | Spearmint        |
| 母 月丘 1932 鹿毛 日本                                                | 母の父Sir Gallahad 1920 鹿毛 フランス                                 | Plucky Liege                                                          | Concertina       |                  |
| 母 月丘 1932 鹿毛 日本                                                | 母の母*星若 Ima Baby 1924 青毛 アメリカ                               | Peter Pan                                                             | Commando         | Commando         |
| 母 月丘 1932 鹿毛 日本                                                | 母の母*星若 Ima Baby 1924 青毛 アメリカ                               | Peter Pan                                                             | Cinderella       |                  |
| 母 月丘 1932 鹿毛 日本                                                | 母の母*星若 Ima Baby 1924 青毛 アメリカ                               | Babe                                                                  | McGee            | McGee            |
| 母 月丘 1932 鹿毛 日本                                                | 母の母*星若 Ima Baby 1924 青毛 アメリカ                               | Babe                                                                  | Tinkle F-No.3    |                  |

### 近親
- 母の曽孫 - テイトオー（東京優駿優勝）